# MiHoYo
miHoYo（ミホヨ、簡体字: 米哈游; 繁体字: 米哈遊）は、中国のソーシャルゲーム会社。現地での正式な企業名は上海miHoYoネットワークテクノロジー（簡体字中国語: 上海米哈游网络科技股份有限公司）。
『崩壊学園』や『崩壊:スターレイル』などで構成される崩壊シリーズの開発・運営元として知られており、前者は世界で2000万人以上のユーザーを獲得している。
中国国外では2022年より子会社であるCognosphere Pte. Ltd.を通して、HoYoverse（ホヨバース）のブランド名でモントリオール、ロサンゼルス、シンガポール、東京、ソウルの5か所において事業を展開しており、同ブランドより『崩壊3rd』『原神』『未定事件簿』およびそれ以降にリリースされたタイトルのパブリッシングが行われている。
日本では2015年に東京都に日本法人を設立している。
企業スローガンは「tech otakus save the world」（技術オタクは世界を救う）であり、開発理念として「Something New, Something Exciting, Something Out of Imagination」（新しいもの、ワクワクするもの、想像を超えるもの）を掲げている。

## 社名の由来
社名の“mi”は「初音ミク（Miku）」に由来し、“Ho”と“Yo”は設立者である蔡浩宇と羅宇皓の下の名前のピンイン（Haoyu、 Yuhao）から頭文字を取り、それぞれにOを付けたものである。この2つのOに関しては、アメリカの大手テック企業であるGoogleやFacebookには名前にOが2つ入っていることから、自分たちにもそのような名前が必要だという設立当時の考えに基づくものである。なお、当初はHoYoという社名で登録しようとしたものの、すでに別の会社が使用していたため、現在の社名となった。

## 歴史

### – 2011年:前史
miHoYoは2011年ごろに、IT分野を専攻していた蔡浩宇と、他2人の上海交通大学大学院生（劉偉、羅宇皓）によって、日本の「オタク文化」を取り入れたモバイルゲームを制作するために立ち上げられた。
miHoYoの設立以前から、3人は共同で活動しており、2010年には、日本のアニメ『新世紀エヴァンゲリオン』の登場人物・葛城ミサトの名前に倣った「Misato Engine」や「Misato2D」といった名称で、Adobe Flash Playerを用いた2.5Dのゲームエンジンを開発していた。彼らはこのゲームエンジンで中国科学院の主催するオープンソースの技術革新コンテストに入賞し、20万元の奨学金を得た。このエンジンを用いて、蔡らはのちに「娑婆物語」という作品を制作し、同年の7月に第4回中国ゲーム開発者大会 (CGDC) とともに実施された第2回Flashゲームコンテストに応募した。この時、既に「技術宅拯救世界 (tech otakus save the world) 」というフレーズが使われている。蔡らのチームはこのコンテストでも学生部門で勝利し、更に賞金3万元を得た。コンテストを後援していた盛大遊戯（現在の盛趣遊戯）は彼らのチームに買収すらも持ちかけたが、これを拒否している。盛大遊戯は、その後彼らに泡泡英雄というミニゲームの開発を委託した。

### 2011年:設立後
2011年1月、3人は通っていた大学のD32学生寮でmiHoYoを立ち上げた。同年の後半、代表であった劉偉は起業家コンテスト「新新創業達人」に参加し3位で入賞、上海市大学生科技創業基金会より上海市徐匯区欽州路100号の地に50平方メートル・6か月間のオフィスと、10万元の無利子のローンを与えられた。12月には大学の寮からこのオフィスに移り、各人が壁に向かったデスクを手に入れ、部屋の中央には漫画とライトノベルに埋もれた大きな机が鎮座していた。
美術面に長けたメンバーが居なかったことから、「CiCi」としても知られる張慶華にテンセントのSNS上で接触した。当時張は広東工業大学芸術各部アニメーション科の学部生であった。彼がインターンシップでmiHoYoの創業者らと出会ったのは、彼が卒業する年の後半であった。彼が初めてデザインを託されたキャラクターが、『FlyMe2theMoon』および崩壊シリーズの主人公であるキアナ・カスラナである。miHoYo唯一のイラストレーターであったため、彼は初期作品のアートワークの多くを担当している。張はmiHoYoの寮時代の仕事について、「しばらくの間、偉（劉偉）の寮に潜り込んでいた。外出したり、水を取りに行ったりするときには寮監の目を盗む必要があった。仕事を終わらせて、卒業のため広東に戻ろうと荷物を持って寮を後にした日、寮監が自ら私に別れを告げてくれた。実は、彼女は本当は私がこの大学の生徒ではないことを知りながら、私を追い払おうとしなかったのだ。これが私の上海の街への第一印象で、とてもいいものだった。」と語っている。

### 2011年 – 2012年:FlyMe2theMoon
2011年9月28日、miHoYoはApp Storeにて独立デベロッパーとして『FlyMe2theMoon』をリリースした。タイトル名は『新世紀エヴァンゲリオン』のエンディングに使われたジャズのスタンダード・ナンバー「フライ・ミー・トゥー・ザ・ムーン」が由来であり、この曲が「月に向かって飛んでいく魔法少女のパズルゲーム」というゲームの基本的なコンセプトの元になっている。
このゲームは、ゲームエンジンにCocos2dと、物理エンジンにBox2Dを使用して開発された。ゲームの音楽の一つ「Moon Trip」は、ボーカルに初音ミクを使用し、裕剣流Pという中国のボカロPによって作曲、Lemonjollyによって作詞された。
本作は商業的にはあまり成功せず、3人の月収はこのときわずか4000元ほどであった。投資を募るため、劉偉は数々の大学のスタートアップコンテストに参戦したが、中国においてアニメ・ゲームの文化の地位は主流ではなかったこと、miHoYoのメンバーが既に大学を卒業した者だけで構成されていたことから困難を極めた。これらのコンテストに落選した後、最終的には杭州斯凯網絡科技有限公司から100万元のエンジェル投資を受けた。これがmiHoYoの唯一の外部資金調達である。

### 2012年:法人の設立・崩壊学園（中国版第1作）
2012年2月13日、Shanghai miHoYo Network Technology Co., Ltd. (上海米哈游网络科技股份有限公司)が正式に設立された。FlyMe2theMoonの開発チームのメンバーだった靳志成は、3月にシスコシステムズの中国現地研究子会社Cisco Systems (China) Research & Development Co., Ltd.（思科系统〈中国〉研发有限公司）からのオファーを受ける形で退職し、持ち株を劉偉と羅宇皓に譲渡した。その間、靳はプログラムの仕事はあまりこなさず、会社運営には関わらなかった。張慶華 (CiCi) は、2012年2月にmiHoYoにアートディレクター兼スーパーバイザーとして入社する前は、「魔剣伝説」などで知られるゲーム会社の「4399」で働いていた。この時に、蔡浩宇が法的に会社の代表となり、会長兼ゼネラルマネージャーを務めている。彼は支配株主であり、実際に会長として会社を支配している。劉偉と羅宇皓はディレクターに就任した。蔡がmiHoYoの筆頭株主で41%を保有しており、劉と羅はそれぞれ22.6%と21.4%を保有している。杭州米艺投資有限公司（FlyMe2theMoonの配信後に100万元を投資した杭州斯凯網絡を2014年に買収した企業）が残りの15%を保有する。
『FlyMe2theMoon』から移行して、miHoYoはより成功するようなゲームの構想を描き始めた。彼らは、当時App Storeにあった『僵尸小镇（ゾンビ・タウン）』という横スクロールシューティングのゲームや、漫画『学園黙示録 HIGHSCHOOL OF THE DEAD』に触発され、法人化後初のゲームとして『崩壊学園』を開発したと語っている。開発は2011年の12月に始まり、3か月ほどで4、5本のデモ版を作成した。ゲームはUnity（バージョン3.2から3.5）とAutodesk Mayaを使用して開発されている。その後の8か月の間にかけて、開発を続けゲームが向上された。最初のバージョンが2012年の11月に完成し、最初のパブリックテストが12月に行われた。その後、2013年に崩壊学園は正式にリリースされることになる。
この『崩壊学園』は日本ではリリースされておらず、日本で2015年にリリースされた同名の『崩壊学園』は中国国内では2012年版の続編として『崩壊学園2』のタイトルで配信されており、全くの異なる作品である。日本では崩壊シリーズの2作目として配信された『崩壊3rd』のナンバリングが「3rd」となっているのは、中国国内の2012年版から数えて3作目になるからである（後述）。

### 2014年 – :崩壊学園2（日本では「崩壊学園」）
2013年6月に崩壊シリーズの第2作『崩壊学園2』の開発が始まった。その後、8月にサーバーアーキテクチャの設計と作成に着手した。11月には周辺システムやグラフィックス面の開発が開始された。前作のデータ、アセット、ゲームプレイの基幹部分を流用できたことから、本作の開発期間は初代・崩壊学園と比べて大幅に短縮された。ビジュアル面では『新世紀エヴァンゲリオン』からインスピレーションを受け、紫やオレンジを多用したカラーリングが採用された。ゲームプレイの基幹部分に関しては、2012年にリリースされていたガンホーのパズルゲーム『パズル&ドラゴンズ』のシステムをコピーした上でアクションゲームに再構成し、3か月ほどをかけて更に手が加えられたという。また、ビジネスモデルにおいても、同ゲームを参考にしている。初代・崩壊学園から流用された要素は、新しいキャラクター、武器、コスチュームなどを加えて拡張された。2014年1月26日にパブリックテストが行われ、3月にBiliBiliのプラットフォーム上で配信が始まった。
本作はある程度商業的な成功も収めたが、サーバーが停止するなどの技術的な問題が多かった。当時、チームは7人だけで構成されていたことからこの問題は深刻であった。後に、miHoYoはそのプレイヤーをスタッフとして雇用することになる。また、2014年にmiHoYoは新規作品を3～4年のスパンで発売する方針を取り始め、同年のうちに崩壊シリーズの第3作『崩壊3rd』の企画がスタートした。

### 2016年 – :崩壊3rd
『崩壊3rd』の企画は2014年7月に始まった。同月に蔡浩宇は上海で開催された「GAMELOOK遊戯解放日」というイベントに登場し、崩壊3rdの開発が進んでいることを述べ、そのプロモーションを行った。
2015年3月、miHoYoはゲームエンジンの開発を開始した。物理エンジンを内包し、よりリアルなキャラクターの動きを実現させた。急激な動きを抑え、より自然にアニメーションが遷移するようになっているとしている。そのほか、3Dモデリングやライトマッピング、レンダリングの技術を向上させた。ゲームのコンテンツ制作は2015年10月に始まった。戦闘のゲーム性についてプラチナゲームズの『ベヨネッタ』シリーズやカプコンの『デビルメイクライ』シリーズの影響を受けたほか、トゥーンレンダリングについてアークシステムワークスの『GUILTY GEAR Xrd -SIGN-』からも学びを得たという。3Dを扱えるメンバーが居なかったことから、2Dから3Dへの移行は困難を極めた。主人公のキアナ・カスラナのモデル製作、アニメーション制作には6か月を費やしたという。テスト版ののち、チームは最終的に既存の進捗を撤回し再びゼロから作り直しを始めた。
本作は、2016年3月にiOSで内部ベータテストを実施し、その後9月にパブリックテストを実施し、10月に正式リリースされた。キアナ・カスラナ、雷電芽衣、ブローニャ・ザイチクなどのキャラクターは前作より受け継がれ、前作とは異なるストーリー上で登場した。また、ロールプレイング、ハックアンドスラッシュ、ガチャなどの要素を取り入れた。ゲームの他メディアミックスも企画され、アニメ、ノベライズ、漫画、プロモーションビデオなどが製作された。
前作でもアジア圏であればある程度成功していたmiHoYoだったが、本作を機にmiHoYoはグローバル展開を本格化させ、中国国内でのリリースの数か月後から各国での展開も開始されている。2017年2月22日に日本で、3月18日に台湾で、10月17日に韓国で、11月1日に東南アジアで、2018年3月28日に北米とヨーロッパでそれぞれ現地サーバーがオープン。当初はスマホ向けに配信されていたが、2019年12月26日にはPC版がリリースされた。

### 2017年 – :会社の成長・IPOの申請そして撤回
『崩壊3rd』のリリースから3年の間に、社員数7人であったmiHoYoは200人前後の従業員を抱えるまでに拡大しており、そのうち100人以上が研究開発に従事していた。従業員の平均年齢は29歳で、30歳未満の従業員が全体の84%を占めていた。4年後には、従業員数は1000人を超えている。
2017年2月15日、miHoYoは10億元を超える資金調達を目指して、中国証券監督管理委員会（証監会）にIPOを申請した。審査を通じて、miHoYoが崩壊シリーズという一つのコンテンツに完全に依存している状態など、いくつかの懸念点が提示された。miHoYoの収益の大半は（『崩壊3rd』のリリースからまだ半年も経っていなかったということもあって）『崩壊学園2（中国版第2作）』によるもので、これが96.34%を占めていた。懸念は、同社がユーザーの要求を満たす新製品の開発や既存作品のアップデートを継続できなくなる可能性があり、その場合にユーザーを喪失することに繋がりかねないということであった。また、流行の変化についていくことが出来ずに、崩壊シリーズが魅力を失うことも指摘されていた。12月19日、miHoYoは『崩壊3rd』の収益も新たに計上した目論見書を提出し、『崩壊学園2』とあわせて98.82%を崩壊シリーズから得ていることを明らかにした。その後、理由は不明であるが2020年にmiHoYoはIPOを撤回している。
また、2017年にはとある3Dゲームを開発していたが、開発理念にそぐわないという理由から途中で断念している。

### 2018年 – 2019年:コミュニティサイトの立ち上げ
2018年11月、miHoYoは自社のゲームをプレイするプレイヤーのための公式コミュニティサイト「米游社」（ミヨシェ）を立ち上げた。このコミュニティサイトではmiHoYoのゲームに関する公式情報や攻略・イベント関連の情報を発信するだけでなく、各種実用的なツールや二次創作の作品も公開されている他、miHoYoのゲーム以外のコンテンツについて利用者が会話することができる専用ページが設けられている。2019年8月にはアプリ版がApp Storeをはじめとする各種アプリストアで配信された。

### 2020年 – :原神
2017年1月、「崩壊4」の名前でのちの『原神』となるゲームの開発が始まった。当時、プロデューサーの蔡浩宇はmiHoYoの基礎開発力を向上させ、将来的にプレイヤーにより高品質な体験をもたらすような新プロジェクトの構想を練っていた。このとき、オープンワールドゲームとして開発をしていくという発想に至った。後の7か月の間、開発チームはいくつかのプロトタイプを作成した。蔡が任天堂のゲーム『ゼルダの伝説 ブレス オブ ザ ワイルド』をプレイし、開発チームはこの作品の探索体験に大いにインスピレーションを受けた。また、他にRockstar Gamesのグランド・セフト・オートシリーズにおけるランダムイベントのシステムや、『ディヴィニティ:オリジナル・シン』の戦略性、 ゲーム開発会社のノーティードッグなどからも影響を受けたとしている。
当初開発チームは150人で構成されていたが、オープンワールドゲーム開発の難しさを過小評価しており、2019年の半ばに300人、 2020年の4月に500人、2021年の2月には700人に膨れ上がった。原神の研究開発費は2500万ドルでスタートし、のちに1億ドルを超えたが、ゲームのリリースから2週間ですぐに回収された。また、予算の多くがゲーム内の音楽に費やされた。陳致逸としても知られる音楽家の陳宇鵬が作曲家として参加し、ゲーム内の「モンド」「璃月」地方の音楽を担当した。miHoYoの初期メンバーの一人である張慶華も、シニアアートディレクターとして参画した。
2019年6月に最初のベータテストが実施され、モンド地方やゲームプレイの基幹部分を中心にテストが行われた。8月にはPlayStation 4用のタイトルとして発表され、これはmiHoYoにとって家庭用ゲーム機市場への初参入を表明するものとなった。しかし2020年の初めに、海外でのプロモーションがCOVID-19の影響を受け、オフィスの設備が使えず在宅勤務が難しかったことから、開発が1か月ほど遅延することとなった。1月には璃月地方を中心に3月に2回目のベータテストが行われ、7月に3回目のベータテストが行われた。この間、社員数は約2400人となった。その後、2020年9月28日に本作はWindows, iOS, AndroidそしてPlayStation 4にて同時リリースされた。他にも漫画・アニメ・ラジオ番組といったメディアミックスも企画されている。

### 2020年 – 2021年:未定事件簿
2019年7月、miHoYo初の女性向け恋愛ゲームとなる『未定事件簿』が海外向けに発表され、公式サイトおよびPV が公開された。同時に中国国内の一部地域においてクローズドベータテスト参加者の募集が行われ、2020年7月には中国国内でiOSとAndroidにてリリースされた。
グローバル版は2021年5月にクローズドベータテストが実施され、6月に事前登録を開始。7月に正式にリリースされた。

### 2022年:新ブランドHoYoverseの設立

HoYoverseのロゴ

2022年2月14日、子会社のCognosphere（コグノスフィア）が、中国国外向けに世界展開する新ブランド「HoYoverse」（ホヨバース）の立ち上げを発表し、以降の新規ゲームタイトルの開発・運営を行う際の名義となった。同時に、『原神』を含む一部ゲームタイトルについてもHoYoverseブランドへ移行する形となった。同年には日本にCognosphereの日本法人が設立されている。
「HoYoverse」は、世界中のプレイヤーに没入型の仮想世界体験を創造し、提供することを目的とした新ブランド「HoYoverse」を正式に立ち上げ、高品質で多様なコンテンツを通じて、全世界の人々が没入できるエンターテインメント体験を実現するためである事を公表した。又、2021年2月20日、上海交通大学シリコンバレー校の学友会が主催するクラウドビデオカンファレンスプラットフォームZoomにHoYoverse(miHoYo)の共同創立者兼CEOである蔡浩宇が登壇し、同社の規模や今後の展望などを語っていた事が明かされた。「私たちは今後も長期的な経営戦略に基づき、人工知能、クラウドコンピューティング、産業用能力開発などの分野で技術研究および技術革新を進め、仮想世界体験に対する世界中のプレイヤーの期待に応える十分なコンテンツが創出されるよう取り組んでまいります。」「2030年には全世界10億人が生活したいと思える仮想現実世界を生み出したい』と、大きな目標を掲げていることを語っていることが分かった。

### 2023年 – :崩壊:スターレイル
2019年、崩壊シリーズに新たな方向の作品を作るという企画が立ち上がり、『崩壊:スターレイル』の開発が始まった。プロデューサーのDavid Jiangによると、ユーザーリサーチの結果、コマンド・ターン制RPGの需要が高くまた、『崩壊3rd』の操作が難しくてプレイできないというユーザーの声があったことなどから、戦略性を重視したRPGが世界的に成功する可能性があると判断した。ターン制RPGを作るにあたり『ペルソナ5』に受けた影響が大きく、自分たちがターン制RPGを作る上での目標になったと語っている。
当時開発チームは500人で構成されていた。最初の企画段階から、ターン制RPGになることは決まっていた。これは、より多くのユーザーにHoYoverse作品を遊んでもらうためである。そのために、Davidはゲームの没入感を大切にしており、ゲームをプレイしている感覚よりも映画やアニメよりの没入感を目指している。これにより、映画やアニメが好きだったユーザーも手軽に遊べる作品になっている。
2021年10月11月にかけて最初のベータテストが実施された。このベータテストのユーザーアンケートでは没入感が足りなかったという声が多く、これを受けてNPCやフィールドの再検討が行われた。2022年5月から6月にかけては2度目のクローズドベータテストが実施された。この2回のベータテストのユーザーアンケートでは95％のユーザーから「ゲームが面白い・クオリティがしっかりしていれば。このままプレイしたい」という意見があった。そして、2023年2月にファイナルβテストが実施された。この時点での事前登録者数は1,100万人を超えていた。そして、2023年4月28日に「崩壊:スターレイル」が正式にリリースされた。
リリースから10日で世界収益が1億ドルを超え、原神の10日間の収益を約2000万ドル上回った。

### 2024年 – :ゼンレスゾーンゼロ
2020年にプロデューサーの李振宇が「魅力のあるアクションゲームを作りたい」という思いから『ゼンレスゾーンゼロ』の企画を立ち上げ、開発がスタートした。李によれば、企画を立ち上げた段階ではまだ明確な計画がない状態であり、すでに市場にはアクション性の高い『崩壊3rd』がリリースされている中、より幅広い層に向けた新しいアクションゲーム体験を提供することを目指し、「活気ある雰囲気とユニークなアートスタイル」「スリリングなアクション戦闘」「没入感のある都市生活体験」という3つの要素を元に開発が進められた。
開発チームは上記の目標を達成するために、操作については序盤で攻撃技に慣れた後に防御技が用意されるという段階を踏んだシステム設計がなされ、アクションゲームが不得意なプレイヤーでも上達する過程を味わえ、楽しく続けられるような作りになっている。李は本作の開発についてアクション上達の過程はカプコンの『ストリートファイター』シリーズから、ストーリー構成や美術面では『オーディンスフィア』や『朧村正』といったヴァニラウェアの作品からインスピレーションを受けていることを明かしている。
開発チームの主要メンバーはゲーム開発の経験がない者が多くを占め、当初十数人で開発を進めていたという（のちに第2回のクローズドベータテスト時点では300人以上にまで増えた）。
2022年8月に「調律テスト」と題した第1回クローズドベータテストが実施され、アートスタイル、キャラクターデザイン、バトルアクションにおいて好評を得た。2023年11月には「吸音テスト」と題した第2回、2024年4月には「増幅テスト」と題した最後のクローズドベータテストが実施されたのに加え、PlayStation 5版のテクニカルテストが実施された。2024年7月2日に本作の事前ダウンロードがスタートし、4日に正式サービスがスタート。全世界での累計ダウンロード数は5000万回を突破した。13日には本作がPlayStation 5での時限的な独占配信となり、サービス開始から少なくとも6か月間はPlayStation 5以外のプラットフォームには配信されないことが発表されている。

## タイトル
ゲーム
- FlyMe2theMoon iOS（2011年9月28日）
- 崩坏学园 iOS（2012年12月24日）
  - Zombiegal Kawaii（英語版タイトル）
- 崩壊学園 Android/iOS（2015年2月12日）
  - 崩坏学园2（中国版タイトル 2014年1月26日）
  - 카와이 헌터（韓国版タイトル Ourpalm 2014年6月24日-2016年9月27日）
  - 崩壞學園2（繁体字版タイトル 8888play 2014年8月1日-2017年6月30日）
  - Guns GirlZ - Mirage Cabin（米国版タイトル Fangcun 2014年12月9日-2021年10月11日）
  - Guns Girl - Honkai Gakuen（東南アジア版タイトル Fangcun 2014年12月9日-2021年10月11日）
- 崩壊3rd Android/iOS/Windows/Mac（2017年2月22日）
  - 崩坏3（中国版タイトル 2016年10月14日）
  - 崩壞3rd（繁体字版タイトル NIJIGEN 2017年5月18日）
  - 붕괴3rd（韓国版タイトル 2017年10月17日）
  - Honkai Impact 3（東南アジア版タイトル 2017年11月1日）
  - Honkai Impact 3rd（欧米版タイトル 2018年3月28日）
- 原神 Android/iOS/Windows/PS4/PS5/Cloud/Xbox（2020年9月28日 Genshin Impact）
  - 雲・原神（中国本土向けクラウドゲーム　2022年1月12日)
- 未定事件簿 Android/iOS（中国語以外のグローバル版2021年7月29日 簡体字版2020年7月30日 繁体字版2020年8月20日）
  - Tears of Themis（英語版タイトル）
  - 미해결사건부（韓国版タイトル）
- 崩壊:スターレイル Android/iOS/Windows/PS5/Cloud（2023年4月26日 Honkai: Star Rail）
  - 崩坏：星穹铁道（中国版タイトル）
- ゼンレスゾーンゼロ Android/iOS/Windows/PS5/Cloud/Xbox（2024年7月4日 Zenless Zone Zero）
  - 绝区零（中国版タイトル）

アプリ
- 人工卓面ーYOYO鹿鳴 （Windows、Android）
  - N0va Desktop（英語版タイトル）
- 米游社（Android、iOS、Web）
- HoYoLAB（Android、iOS、Web）

## 採用している社員について
中国のゲーム業界情報を配信している『游鲨游戏圈』が公開チャンネルからHoYoverse(miHoYo)のプランナーの経歴を調査した。
215名のHoYoverse(miHoYo)の現役プランナーが対象で、169名の中途採用プランナーと46名の新卒採用プランナーとなっていることが分かった。中途採用のHoYoverseプランナーの前職は大手企業であるNetEaseやTencent出身者が57名、前々職も含めると67名と多数を占めていた事がわかる。インタラクション、ステージ、システム、テクニカル、バトル、シナリオ、数値、ゲームプランナー含めてNetEase出身が36人おり、miHoYoが採用した11人のインタラクションプランナーのうち、9人がNetEase出身である事が分かった。このことから大手企業であるNetEase、Tencent、Perfect World、ByteDanceなどにいた人が移籍している。
HoYoverseはレベルデザイン、シナリオ、バトルプランナーが特に需要が高く、NetEaseのインタラクションとシナリオプランナー、Tencentのレベルデザインとバトルプランナー、Perfect Worldのレベルデザインとテクニカルプランナーを特に好んでいる事がわかる。　また、淘米（TaoMi）のシナリオプランナー、云畅（YunChang）のバトルプランナー、所思科技（Suosi Technology）のテクニカルプランナーなど、中小企業のプランナーも評価されており、さらに、miHoYoは映画、インターネット、ランドスケープデザインなどの非ゲーム業界から、ゲーム業界での経験がない3名のプランナーも採用している。
miHoYo入社時の勤務年数は主に5年未満が多く、130名が該当している。5年以上のキャリアを持つプランナーは少なく、28名のみ。miHoYoの組織は比較的フラットで、管理職が少ないことや、プロジェクト数も多くないことが影響している可能性があり、また、シニアプランナーが地元からの移動を希望せず、miHoYoが上海にしか拠点を持たないことも理由の一つかもしれないことを伺っている。

## 活動
2021年3月4日、上海交通大学医学院附属瑞金医院のブレイン・マシン・インタフェース研究を支援。